# شهرک کاور توه طاق
شهرک کاور توه طاق یا شهرک کاور، روستایی در دهستان اناران بخش مرکزی شهرستان دهلران در استان ایلام ایران است.

## جمعیت
بر پایه سرشماری عمومی نفوس و مسکن در سال ۱۳۹۵، جمعیت این روستا برابر با ۴۵۱ نفر (۱۰۵ خانوار) بوده‌است.